# Поляков Микола Дмитрович
Микола Дмитрович Поляков (15 січня 1935, залізнична станція Мардарівка, тепер Подільського району Одеської області — ?) — радянський молдавський державний діяч, заступник голови Ради міністрів Молдавської РСР, голова Держкомітету Молдавської РСР у справах будівництва. Кандидат у члени ЦК Комуністичної партії Молдавії в 1971—1981 роках. Член ЦК Комуністичної партії Молдавії в 1981—1990 роках. Депутат Верховної Ради Молдавської РСР 7—11-го скликань.

## Життєпис
У 1958 році закінчив Одеський інженерно-будівельний інститут.
У 1958—1963 роках — майстер будівельного управління № 19; виконроб, старший виконроб, головний інженер, начальник будівельного управління № 29 Тираспольського міжрайонного загальнобудівельного тресту Молдавської РСР.
Член КПРС з 1962 року.
У 1963—1965 роках — заступник голови — головний інженер Молдавської республіканської ради «Міжколгоспбуду».
У 1965—1966 роках — заступник завідувача відділу будівництва і міського господарства ЦК КП Молдавії.
У 1966—1967 роках — голова Молдавського республіканського об'єднання «Міжколгоспбуд».
12 квітня 1967 — 30 серпня 1974 року — голова Державного комітету Ради міністрів Молдавської РСР у справах будівництва.
30 серпня 1974 — 3 грудня 1976 року — міністр сільського будівництва Молдавської РСР.
3 грудня 1976 — 2 серпня 1989 року — заступник голови Ради міністрів Молдавської РСР.
Закінчив заочно Академію суспільних наук при ЦК КПРС.
2 серпня 1989 — 24 травня 1990 року — голова Державного комітету Ради міністрів Молдавської РСР у справах будівництва.
Подальша доля невідома.

## Нагороди
- орден Трудового Червоного Прапора
- орден «Знак Пошани»
- медалі
- Заслужений будівельник Молдавської РСР